# Церковь Троицы Живоначальной (Ирбит)
Церковь Троицы Живоначальной — православный храм в городе Ирбит, Свердловской области.
Постановлением Правительства Свердловской области № 207-ПП от 10 марта 2011 года присвоен статус памятника архитектуры регионального значения.

## История
В 1771 году Святейшим Синодом было запрещено епархиям погребение мёртвых при церквях, предписано отводить кладбища. Храм расположен в западной части города на городском кладбище. Строительство началось в 1835 году. В 1835 году освящён южный придел во имя Успения Божией Матери. Главный храм освящён в 1842 году во имя Святой Троицы. В 1846 году северный придел освящён во имя Архистратига Михаила.
В интерьере здания есть две памятные доски: «1872 года сія церковь украшена стараніем старосты Михаила Матвеевича Налимова» и «1906 года сія церковь украшена стараніем старосты Петра Васильевича Шипицина». В 1907 году куплены колокола у тюменского колоколитейного завода. Иконостасы главного храма изготовлены в 1909 году в мастерской Кожевниковых. В иконостасе центрального алтаря 18 икон и 6 образов в царских вратах. В иконостасе северного и южного пределов по 11 икон и 6 образов в царских вратах.
В годы советской власти храм не закрывался.

## Архитектура
В основе проекта здания «образцовые» чертежи архитекторов И. И. Шарлемана и А. А. Михайлова.
Основной кубический объём (четверик) увенчан декоративным полусферическим куполом без барабана, прямоугольные ветви креста (боковые приделы, алтарь и притвор) покрыты двускатной кровлей с треугольными фронтонами на фасадах, над притвором установлена четырёхгранная двухъярусная колокольня со шпилем.
Фасадный декор очень сдержан: окна, двери и ниши обрамлены тягами простого профиля, карнизы храмового четверика поддерживают модульоны, западный вход и верхний ярус колокольни украшают пилястры.
Организацию внутреннего пространства определяет характерная для позднего классицизма центрическая двухосная композиция плана церкви. Перекрытия во всех помещениях плоские, стены покрыты орнаментальной живописью, на потолке изображён небесный свод. Хорошо сохранились иконостасы второй половины XIX века. Центральный иконостас состоит из высоких арочных киотов и сеней на вычурных по форме колонках. Иконостасы приделов меньше и насыщенны ажурными деталями и орнаментом.